# Висок Тауерн
Висок Тауерн (на немски: Hohe Tauern) е планинска верига в Алпите, която се намира почти изцяло в Австрия. Това е най-високият хребет на изток от прохода Бренер и втория по височина в Източните Алпи след Бернина (4049 м). Най-висок връх е Гросглокнер (3798 м).

## Положение
Заема части от три австрийски провинции – Тирол, Залцбург и Каринтия, а една съвсем малка част край долината на река Аурина остава в Италия (провинция Южен Тирол). На север е ограден от долините на река Залцах и нейните притоци, докато от юг е друга широка долина – на река Драва и съставните ѝ реки Изел, Мьол и Лизер. Висок Тауерн е свързан с множество други части на Източните Алпи:
- с Цилерталските Алпи на запад чрез високия проход Бирнлюке;
- с Доломитовите и Карнийските Алпи на юг;
- с хребета Нисък Тауерн (чрез прохода Мюрторл) и с Гуркталските Алпи на изток.

## Описание
Хребетът е дълъг 130 км, което го поставя на челно място сред Алпийските масиви. Ширина – 50 км. Има площ над 4300 кв. км. Състои се от редица извисени групи, повечето от които достигат много над 3000 м. Между тях са оформени високи седловини, през които по правило не преминават пътища (освен почвени), а само туристически пътеки. Най-важна сред тях е Хохтор, която дели хребета на две сравнително равни части. От северната страна Висок Тауерн е по-стръмен, тук страничните била са къси, макар и шеметни. От юг са се оформили пет по-масивни разклонения, които се простират на десетки километри.
Този алпийски дял е белязан от активното въздействие на ледниците през Плейстоценското заледяване (преди 20 000 години). Това му е придало внушителен и скалист вид, с много зъбери, пропасти, циркуси, ледникови езера и специфичните трогови долини. Налице са отлични условия за алпинизъм. Около двата най-високи върха Гросглокнер и Гросвенедигер и до днес са се запазили значителни ледници, които заедно с тези в Йоцталските Алпи са най-големи в Австрия. Под Гросглокнер се намира и най-големият ледник на Източните Алпи – Пастерце.
Под хребета (през 8-километров тунел) е прокарана железопътната линия от Бад Гащайн до Малниц, която в по-общ план свързва Филах и Залцбург. От изток той е заобиколен от известната Тауернска автомагистрала между същите градове.

## Групи и върхове
Разграничават се пет части на хребета (от запад на изток).
- Група Венедигер с връх Гросвенедигер (3657 м);
- Група Гранатшпице с върхове Гросер Минтаниц (3232 м) и Гранатшпице (3086 м);
- Група Глокнер с Гросглокнер (3798 м);
- Група Голдберг с Хоер Сонблик (3106 м);
- Група Анкогел с върхове Хохалмшпице (3360 м) и Анкогел (3246 м); в нея са разположени последните трихилядници на Алпите в източна посока.

По южните склонове са образувани други пет групи:
- Група Райзенфернер с връх Хохгал (3436 м);
- Група Вилгратен с Вайсе Шпице (2962 м);
- Група Шобер с върхове Пецек (3283 м) и Хохшобер (3240 м);
- Група Кройцек с Мьолталер Полиник (2784 м);
- Група Райзек с връх Райзек (2965 м).

## Туризъм
Почти цялата верига (около 100 км) е заета от създадения през 1981 г. национален парк Хое Тауерн. Инициатор е Австрийският алпийски клуб. С площ 1836 кв. км той е най-големият национален парк в Австрия. Освен ледниците, в него се намира и известният водопад Кримл. Обхваща няколко природни пояса и особено горният горски пояс и високопланинските храсти и пасища. Той е дом на множество борови гори, на алпийски козирози, диви кози, мармоти, белоглави лешояди и орли. В него се намира единствената в Европа екопътека за изучаване на водното богатство на планината.
Ски туризмът е добре развит (с 540 км писти и 158 лифта), но не така, както в други райони на австрийските Алпи. Най-голям и популярен курорт е Бад Гащайн. От друга страна, тук има отлични трекинг маршрути – най-вече Tauern Höhenweg.